# Anomala bifida
Anomala bifida är en skalbaggsart som beskrevs av Carsten Zorn 2007. Anomala bifida ingår i släktet Anomala och familjen Rutelidae. Inga underarter finns listade i Catalogue of Life.